# 921-es busz (Győr)
A győri 921-es jelzésű autóbusz a Dunakapu tér és Gyirmót, Papréti út megállóhelyek között közlekedik. A vonalat a Volánbusz üzemelteti.

## Közlekedése
Csak bizonyos rendezvények alkalmával közlekedik.

## Útvonala
| Gyirmót, Papréti út felé | Dunakapu tér felé |
| --- | --- |
| Dunakapu tér – Móricz Zsigmond alsórakpart – Móricz Zsigmond rakpart – Tartsay Vilmos utca – Schwarzenberg utca – Pálffy utca – Teleki László utca – Szent István út – Baross Gábor híd – Hunyadi utca – Zrínyi utca – Láhner György utca – Kálvária utca – Bakonyi út – Kert utca – Kálvária utca – Pápai út – Illyés Gyula utca – Mécs László utca – – Királyszék út – Győri út – Ménfőcsanak, Győri út, körforgalom – Győri út – Koroncói út – Ormos utca – Új élet út – – Malom utca – Szent László út – Gyirmót, Papréti út | Gyirmót, Papréti út – Szent László út – Malom utca – – Új élet út – Ormos utca – Koroncói út – Győri út – Ménfőcsanak, Győri út, körforgalom – Győri út – Királyszék út – – Mécs László utca – Illyés Gyula utca – Pápai út – Kálvária utca – Kert utca – Bakonyi út – Kálvária utca – Láhner György utca – Zrínyi utca – Eszperantó út – Bartók Béla út – Hunyadi utca – Baross Gábor híd – Szent István út – Teleki László utca – Pálffy utca – Schwarzenberg utca – Tartsay Vilmos utca – Móricz Zsigmond rakpart – Móricz Zsigmond alsórakpart – Dunakapu tér |

## Megállóhelyei
| 0  | Dunakapu tér                                                           | 38 |
| 1  | Dunapart Rezidencia                                                    | 37 |
| 2  | Schwarzenberg utca                                                     | 36 |
| 3  | Teleki László utca, színház                                            | 35 |
| ∫  | Baross Gábor híd, belvárosi hídfő                                      | 34 |
| ∫  | Bartók Béla út, munkaügyi központ                                      | 32 |
| 6  | Hunyadi utca, autóbusz-állomás (↓) Eszperantó út, autóbusz-állomás (↑) | 31 |
| 7  | Bem tér, Baross Gábor iskola                                           | 30 |
| 8  | Kálvária utca, iskola                                                  | 29 |
| 9  | Hold utca                                                              | 28 |
| 10 | Kert utca (↓) Kálvária utca, Kert utca (↑)                             | 27 |
| 11 | Sajó utca                                                              | 26 |
| 13 | Illyés Gyula utca, sporttelep                                          | 24 |
| 14 | Mécs László utca, aluljáró                                             | 23 |
| 15 | Marcalváros, Kovács Margit utca                                        | 22 |
| 16 | Katód utca                                                             | 21 |
| 17 | Győrújbaráti elágazás                                                  | 20 |
| 18 | 83-as út, TESCO áruház                                                 | 19 |
| 19 | Decathlon áruház                                                       | 18 |
| 21 | Ménfőcsanak, Királyszék út                                             | 16 |
| 22 | Ménfőcsanak, malom                                                     | 15 |
| 23 | Győri út, iskola                                                       | 14 |
| 24 | Ménfőcsanak, vendéglő                                                  | 13 |
| 25 | Ménfőcsanak, Győri út, körforgalom                                     | 12 |
| 26 | Ménfőcsanak, vendéglő                                                  | 11 |
| 27 | Ménfőcsanak, vasúti megállóhely                                        | 10 |
| 28 | Ormos utca                                                             | 9  |
| 29 | Új élet út                                                             | 8  |
| 30 | 83-as út, horgásztó                                                    | ∫  |
| ∫  | 83-as út, gyirmóti elágazás                                            | 6  |
| 33 | Tavirózsa utca (tanösvény)                                             | 4  |
| 34 | Sárkereki út                                                           | 3  |
| 35 | Ménfői út                                                              | 2  |
| 36 | Gyirmót, központ                                                       | 1  |
| 37 | Gyirmót, Papréti út                                                    | 0  |